# Saint-Macoux
Saint-Macoux est une ancienne commune du Centre-Ouest de la France, située dans le département de la Vienne (région Nouvelle-Aquitaine). Le 1er janvier 2024, la commune fusionne avec Saint-Saviol pour créer la commune nouvelle de Val-de-Comporté.

## Géographie
Les habitants de la commune sont appelés les Macouins et les Macouines.

### Communes limitrophes
|                                                     | Saint-Saviol |               |
| Limalonges (Deux-Sèvres) Montalembert (Deux-Sèvres) | Saint-Macoux | Saint-Gaudent |
|                                                     | Voulême      |               |

### Géologie et relief
La région de Saint-Macoux présente un paysage de plaines vallonnées plus ou moins boisées et de vallées. Le terroir se compose :
- pour 12 % par des groies profondes dans les plaines. Les groies sont des terres du sud-ouest de la France, argilo-calcaires, peu profondes - en général de moins de 50 cm d’épaisseur – et  plus ou moins riches en cailloux. Elles sont fertiles et saines et donc, propices à la polyculture céréalière
- pour 75 % de Terres Rouges plus ou moins profondes sur les plateaux. Ce sont des sols acajou, siliceux, dérivés d’argiles ferrugineuses à silex provenant d’épandages superficiels du Massif central,
- pour 5 % de calcaire dans les vallées et les terrasses alluviales.

En 2006, 89,4 % de la superficie de la commune était occupée par l'agriculture, 9,5 % par des forêts et des milieux semi-naturels et 1,1 % par des zones construites et aménagées par l'homme (voirie).

### Évolution du territoire
Le 1er janvier 2024, les communes de Saint-Macoux et Saint-Saviol fusionnent sous le régime de la commune nouvelle, pour former la commune de Val-de-Comporté. Les trois anciennes communes deviennent communes déléguées. Le chef-lieu est fixé à la mairie l'ancienne commune de Saint-Saviol.

### Hydrographie
La commune est traversée par la Charente sur une longueur de 1,3 km.

### Climat
Pour des articles plus généraux, voir Climat de la Nouvelle-Aquitaine et Climat de la Vienne.
Historiquement, la commune est exposée à un climat océanique limousin.  
En 2020, Météo-France publie une typologie des climats de la France métropolitaine dans laquelle la commune est exposée à un climat océanique altéré et est dans la région climatique  Poitou-Charentes, caractérisée par un bon ensoleillement, particulièrement en été et des vents modérés.
Pour la période 1971-2000, la température annuelle moyenne est de 12 °C, avec une amplitude thermique annuelle de 14,9 °C. Le cumul annuel moyen de précipitations est de 916 mm, avec 11,5 jours de précipitations en janvier et 7,1 jours en juillet. Pour la période 1991-2020, la température moyenne annuelle observée sur la station météorologique la plus proche, située sur la commune de Civray à 5,8 km à vol d'oiseau, est de 12,6 °C et le cumul annuel moyen de précipitations est de 841,4 mm,. Pour l'avenir, les paramètres climatiques de la commune estimés pour 2050 selon différents scénarios d'émission de gaz à effet de serre sont consultables sur un site dédié publié par Météo-France en novembre 2022.

### Voies de communication et transports
Les gares et les haltes ferroviaires proches de la commune:
- la halte d'Épanvilliers 12,2 km,
- la gare de Saint-Saviol à 3,5 km,
- la halte ferroviaire d'Anché-Voulon à 25,9 km,
- la gare de Ruffec à 10,2 km,
- la halte de Luxé à 27,4 km.

Les aéroports les plus proches de la commune sont :
- aéroport international Angoulême-Cognacà 43 km,
- aéroport de Poitiers-Biard à 53 km,
- aérodrome de Niort - Souché à 53 km.

## Urbanisme

### Typologie
Saint-Macoux est une commune rurale, car elle fait partie des communes peu ou très peu denses, au sens de la grille communale de densité de l'Insee,,,.
La commune est en outre hors attraction des villes,.

### Occupation des sols
L'occupation des sols de la commune, telle qu'elle ressort de la base de données européenne d’occupation biophysique des sols Corine Land Cover (CLC), est marquée par l'importance des territoires agricoles (86,9 % en 2018), néanmoins en diminution par rapport à 1990 (89,3 %). La répartition détaillée en 2018 est la suivante : 
terres arables (70,6 %), zones agricoles hétérogènes (15,4 %), forêts (9,4 %), zones urbanisées (3,7 %), prairies (0,9 %). L'évolution de l’occupation des sols de la commune et de ses infrastructures peut être observée sur les différentes représentations cartographiques du territoire : la carte de Cassini (XVIIIe siècle), la carte d'état-major (1820-1866) et les cartes ou photos aériennes de l'IGN pour la période actuelle (1950 à aujourd'hui).

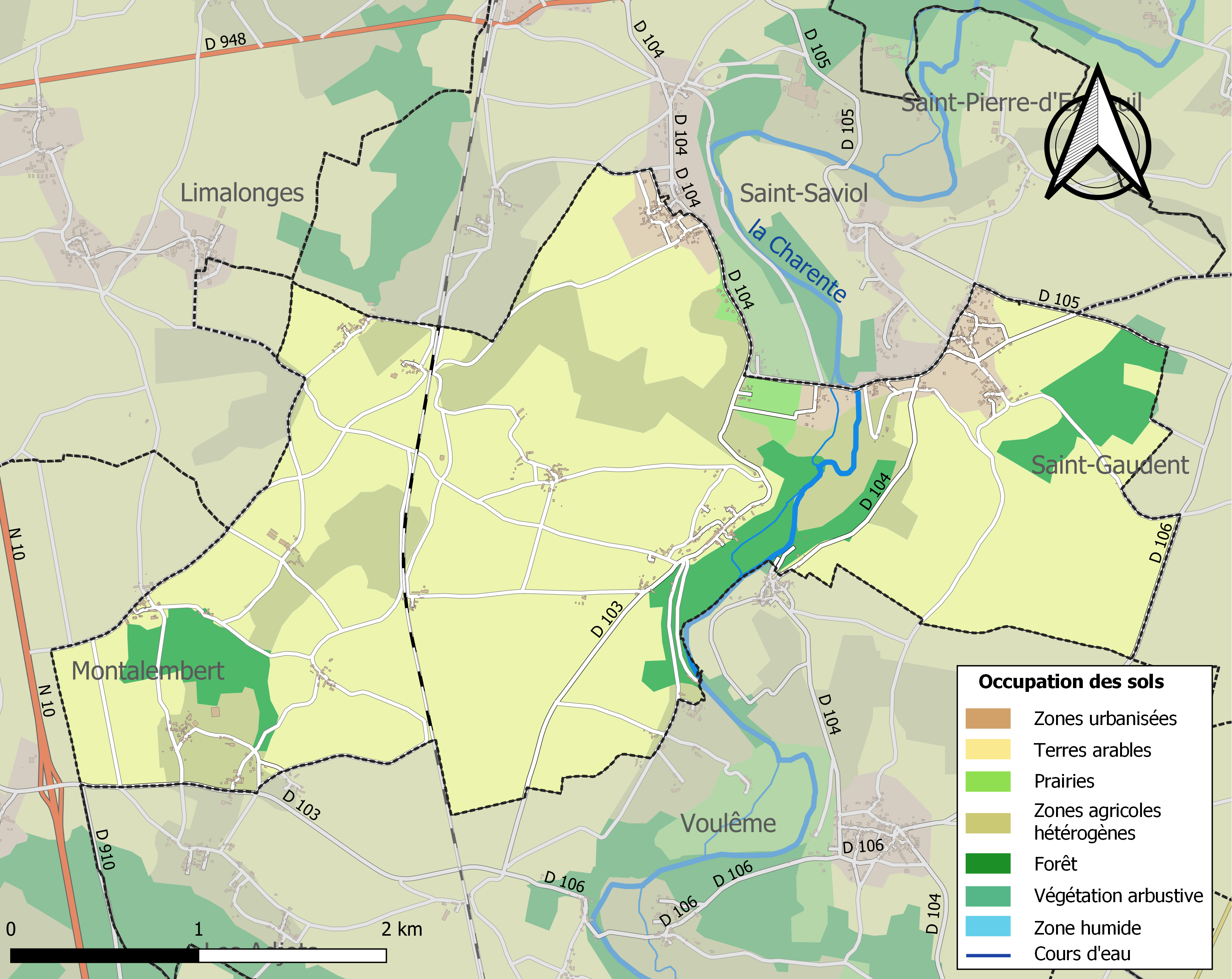
Carte des infrastructures et de l'occupation des sols de la commune en 2018 (CLC).

### Morphologie urbaine
Au lieu-dit Breuil d’Haleine, la maison des Dupas est une maison typique du Civraisien. Elle date des XVIIe et XVIIIe siècles. La porte principale est surmontée d’un blason muet avec, au-dessus, une croix. Une pierre à évier est disposée à côté de la porte, et une autre pierre à évier est scellée un peu plus loin. Elle correspond au logement  du personnel. La maison est construite en pierre. La toiture est peu pentue et elle est en tuile.

### Risques majeurs
Le territoire de la commune de Saint-Macoux est vulnérable à différents aléas naturels : météorologiques (tempête, orage, neige, grand froid, canicule ou sécheresse), inondations, mouvements de terrains et séisme (sismicité modérée). Il est également exposé à deux risques technologiques,  le transport de matières dangereuses et la rupture d'un barrage. Un site publié par le BRGM permet d'évaluer simplement et rapidement les risques d'un bien localisé soit par son adresse soit par le numéro de sa parcelle.

#### Risques naturels
Certaines parties du territoire communal sont susceptibles d’être affectées par le risque d’inondation par débordement de cours d'eau, notamment la Charente. La commune a été reconnue en état de catastrophe naturelle au titre des dommages causés par les inondations et coulées de boue survenues en 1982, 1993, 1995, 1999 et 2010,.

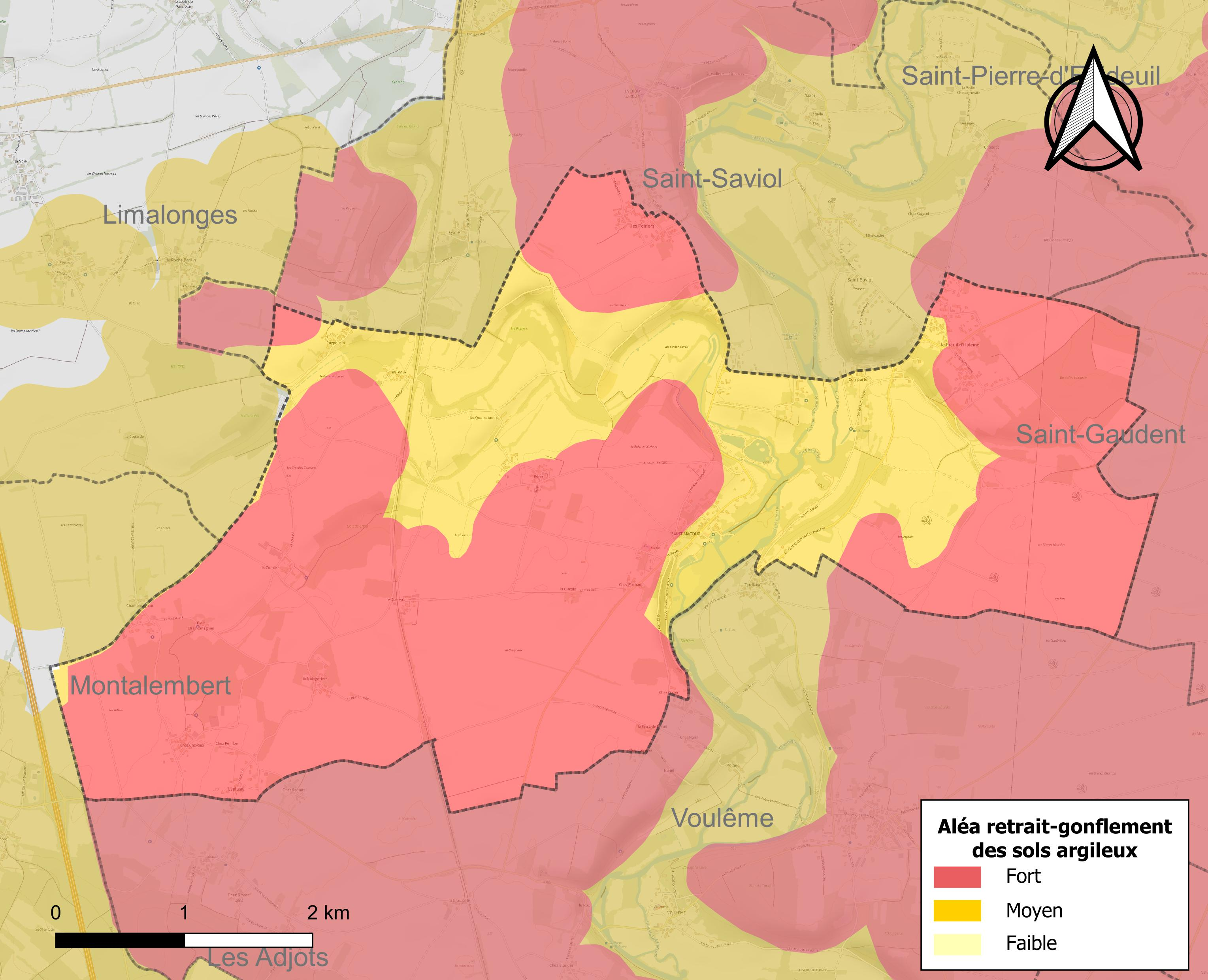
Carte des zones d'aléa retrait-gonflement des sols argileux de Saint-Macoux.

Les mouvements de terrains susceptibles de se produire sur la commune sont des tassements différentiels. Le retrait-gonflement des sols argileux est susceptible d'engendrer des dommages importants aux bâtiments en cas d’alternance de périodes de sécheresse et de pluie. La totalité de la commune est en aléa moyen ou fort (79,5 % au niveau départemental et 48,5 % au niveau national). Depuis le 1er octobre 2020, en application de la loi ÉLAN, différentes contraintes s'imposent aux vendeurs, maîtres d'ouvrages ou constructeurs de biens situés dans une zone classée en aléa moyen ou fort,.
La commune a été reconnue en état de catastrophe naturelle au titre des dommages causés par des mouvements de terrain en 1999 et 2010.

#### Risque technologique
La commune est en outre située en aval du barrage Mas-Chaban, un ouvrage de classe A situé dans le département de la Charente et construit pour constituer une réserve d’eau de 14 millions de m3. Le PPI a été approuvé en 1999. À ce titre elle est susceptible d’être touchée par l’onde de submersion consécutive à la rupture de cet ouvrage.

## Toponymie
En 1793 et jusqu'en 1801, le nom du village était Macoul.

## Histoire
Saint Macou (ou Maclou ou Malo) a laissé son nom à différents lieux-dits et notamment des fontaines dans le Poitou. En effet, le saint était invoqué pour la guérison des enfants malades, plus particulièrement, les enfants rachitiques et fragiles appelés les macouins. La pratique consistait à immerger le petit malade quelques secondes dans la fontaine. Cette pratique a perduré jusqu'à la fin du XIXe siècle. Le culte de saint Macou était important.
Le territoire de la commune a été habité dès l’époque préhistorique en raison de la présence de nombreuses sources et des chemins praticables. En effet, une route joignait Poitiers à Ruffec à l’époque gauloise. Elle fut abandonnée au XIIIe siècle. Une autre voie, romaine, traversait aussi la commune et avait le même itinéraire. Enfin, un axe est-ouest reliait La Rochelle au Massif central. Ce chemin, dit le Grand Chemin ou le chemin des Mules ou encore le chemin des Marchants fut abandonné progressivement à partir de 1835, date de la construction de la route allant de Limoges à Nantes.
Saint-Macoux subit l’invasion des Sarrazins : le chemin des Maures et les noms de famille telle que Moreau, Moréchaud ou Morel conservent le souvenir de leur passage.
La localité a subi aussi des destructions importantes lors des guerres franco-anglaises : Plantagenet contre Capétiens au XIe siècle puis guerre de Cent Ans.
De nombreux seigneurs se sont convertis au protestantisme au XVIe siècle. De ce fait, la commune a connu les affres des guerres de Religion puis les dragonnades au XVIIe siècle sous Louis XIV.
En 1754 et surtout en 1777, un terrible ouragan ravagea la commune: en moins de trente minutes, les noyers furent arrachés et les châtaigniers qui offraient à l’air une plus forte résistance furent rompus. Les récoltes furent perdues. Les maisons furent endommagées et les granges perdirent leur toiture.
Zone de passage, Saint-Macoux et le hameau de Comporté accueillaient des foires importantes vers la mi-juin et le début de l’automne. Les Auvergnats venaient y vendre leurs jeunes bœufs de race Salers. Saint-Macoux reste de nos jours toujours une terre de passage puisque la voie ferrée Paris - Bordeaux passe sur son territoire.
Le 1er janvier 2024, la commune fusionne avec Saint-Saviol pour créer la commune nouvelle de Val-de-Comporté.

## Politique et administration

### Intercommunalité
Depuis 2015, Saint-Macoux est dans le canton de Civray (no 6) du département de la Vienne. Avant la réforme des départements, Saint-Macoux était dans le canton no 5 de Civray dans la 3e circonscription.

### Liste des maires
| Période   | Période   | Identité                      | Étiquette | Qualité |
| --------- | --------- | ----------------------------- | --------- | ------- |
| an IX     | 1808      | Pierre Touzalin               |           |         |
| 1808      | 1815      | Bailliot                      |           |         |
| 1815      | 1835      | Jacques Bailloux              |           |         |
| 1835      | 1838      | Jean Briaud                   |           |         |
| 1838      | 1854      | Jean Joseph Lothaire Dumarais |           |         |
| 1854      | 1878      | André Barbot                  |           |         |
| 1878      | 1891      | Célestin Sabourault           |           |         |
| 1891      | 1900      | Pierre Naud                   |           |         |
| 1900      |           | Octave Célestin Goumain       |           |         |
| mars 2001 | mars 2008 | Yves Sableaux                 |           |         |
| mars 2008 |           | Jean-Michel Métayer           |           |         |

### Instances judiciaires et administratives
La commune relève du tribunal d'instance de Poitiers, du tribunal de grande instance de Poitiers, de la cour d'appel  de Poitiers, du tribunal pour enfants de Poitiers, du conseil de prud'hommes de Poitiers, du tribunal de commerce de Poitiers, du tribunal administratif de Poitiers et de la cour administrative d'appel  de  Bordeaux, du tribunal des pensions de Poitiers, du tribunal des affaires de la Sécurité sociale de la Vienne, de la cour d’assises de la Vienne.

### Politique environnementale

#### Énergies nouvelles
Sur le sol de la commune, un parc, regroupant douze éoliennes, devrait voir le jour en mai 2014 après neuf ans de procédure. Ce parc, le plus grand du département de la Vienne, est à cheval sur les communes de Saint-Macoux, de Saint-Gaudent, de Lizant et de Voulême. Ce parc représente une puissance totale de 24 MW pour une production estimée à 53 GWh, soit la consommation annuelle moyenne de 26 500 habitants. Les éoliennes sont composées d'un mât de 100 m de hauteur et de pales de 50 m. Cette énergie renouvelable devrait permettre d'économiser chaque année 17 000 tonnes de CO2.

## Population et société

### Démographie
L'évolution du nombre d'habitants est connue à travers les recensements de la population effectués dans la commune depuis 1793. Pour les communes de moins de 10 000 habitants, une enquête de recensement portant sur toute la population est réalisée tous les cinq ans, les populations de référence des années intermédiaires étant quant à elles estimées par interpolation ou extrapolation. Pour la commune, le premier recensement exhaustif entrant dans le cadre du nouveau dispositif a été réalisé en 2004.

En 2021, la commune comptait 478 habitants, en évolution de +1,7 % par rapport à 2015 (Vienne : +0,6 %, France hors Mayotte : +2,11 %).
| 1793 | 1800 | 1806 | 1821 | 1831 | 1836 | 1841 | 1846 | 1851 |
| ---- | ---- | ---- | ---- | ---- | ---- | ---- | ---- | ---- |
| 571  | 592  | 643  | 775  | 710  | 817  | 869  | 835  | 868  |

| 1856 | 1861 | 1866 | 1872 | 1876 | 1881 | 1886 | 1891 | 1896 |
| ---- | ---- | ---- | ---- | ---- | ---- | ---- | ---- | ---- |
| 870  | 745  | 731  | 732  | 723  | 784  | 796  | 790  | 727  |

| 1901 | 1906 | 1911 | 1921 | 1926 | 1931 | 1936 | 1946 | 1954 |
| ---- | ---- | ---- | ---- | ---- | ---- | ---- | ---- | ---- |
| 704  | 649  | 616  | 569  | 587  | 528  | 550  | 531  | 525  |

| 1962 | 1968 | 1975 | 1982 | 1990 | 1999 | 2004 | 2006 | 2009 |
| ---- | ---- | ---- | ---- | ---- | ---- | ---- | ---- | ---- |
| 539  | 539  | 490  | 495  | 474  | 450  | 456  | 456  | 483  |

| 2014 | 2019 | 2021 | - | - | - | - | - | - |
| ---- | ---- | ---- | - | - | - | - | - | - |
| 475  | 485  | 478  | - | - | - | - | - | - |

En 2008, selon l’INSEE,  la densité de population de la commune était de 44 hab./km2, 61 hab./km2 pour le département, 68 hab./km2 pour la région Poitou-Charentes et 115 hab./km2 pour la France.
Les dernières statistiques démographiques pour la commune de Saint-Macoux ont été fixées en 2009 et publiées en 2012. Il ressort que la mairie administre une population totale de 494 personnes. À cela il faut soustraire les résidences secondaires (onze personnes) pour constater que la population permanente sur le territoire de la commune  est de 483 habitants.
La répartition de la population par sexe est la suivante :
- en 1999 : 49,8 % d'hommes et 50,2 % de femmes.
- en 2004 : 49,1 % d'hommes et 50,9 % de femmes.
- en 2010 : 47,6 % d'hommes pour 52,4 % de femmes.

En 2004 :
- Le nombre de célibataires était de 19,9 % dans la population.
- Les couples mariés représentaient 67,6 % de la population, les divorcés 3,7 %.
- Le nombre de veuves et veufs était de 8,8 %.

## Enseignement
La commune de Saint-Macoux dépend de l'académie de Poitiers (rectorat de Poitiers) et son école primaire publique dépend de l'inspection Académiquede la Vienne. L’école fait partie d’un regroupement pédagogique intercommunal: la maternelle et la CP sont à Saint-Saviol puis  le CE1 à CM2 à Saint-Macoux.

## Économie

### Agriculture
Selon la direction régionale de l'Alimentation, de l'Agriculture et de la Forêt de Poitou-Charentes, il n'y a quatorze exploitations agricoles en 2010 contre douze en 2000. Contrairement à une tendance générale constatée dans les autres communes agricoles du département de la Vienne, le nombre d'exploitations à Saint-Macoux s'est donc accru.
Les surfaces agricoles utilisées ont augmenté et sont passées de 561 hectares en 2000 à 903 hectares en 2010. 55 % sont destinées à la culture des céréales (blé tendre essentiellement mais aussi orges et maïs), 30 % pour les oléagineux (colza et tournesol) et 7 % pour le fourrage. En 2000, un hectare (zére en 2010) était consacré à la vigne.
Trois exploitations en 2010 (contre 4 en 2000) abritent un élevage de caprins (1 447 têtes en 2010 contre 586 têtes en 2000). C’est devenu un des troupeaux importants de caprins du département de la Vienne (74 500 têtes en 2011) qui est le deuxième département pour l’élevage des chèvres derrière le département des Deux-Sèvres. La vocation laitière du troupeau est très forte. Moins de 2 % des élevages caprins sont non laitiers en 2000. La quasi-totalité de la production laitière, en constante augmentation (de 2000 à 2011 : + 44 %) est livrée à l’industrie agro-alimentaire soit 96 % des 485 000 hectolitres récoltés dans l’ensemble du département de la Vienne en 2004. La production de fromage à la ferme reste très marginale et ne représente que 1 % de la production de lait et 6 % des fermes. 75 % des élevages sont basés sur un système de production de type hors sol, la surface agricole étant destinée essentiellement dans ce cas, à la production de fourrage. 75 % de ces exploitations  n’élèvent que des chèvres.
L'élevage d'ovins a disparu au cours de cette décennie (115 têtes réparties sur quatre fermes en 2000). Cette évolution est conforme à la tendance globale du département de la Vienne. En effet, le troupeau d’ovins, exclusivement destiné à la production de viande, a diminué de 43,7 % de 1990 à 2007.
La transformation de la production agricole est de qualité et permet aux exploitants d’avoir droit, sous conditions, aux appellations et labels suivants :
- Chabichou du Poitou (AOC)
- Beurre Charente-Poitou (AOC)
- Beurre des Charente (AOC)
- Beurre des Deux-Sèvres (AOC)
- Veau du Limousin (IGP)
- Porc du Limousin (IGP)
- Jambon de Bayonne (IGP)

### Activité et emploi
Le taux d'activité était de 67,6 % en 2004 et 63,4 % en 1999.
Le taux de chômage était 
- en 1999 : 11,4 % ;
- en 2004 : 14,2 % ;
- en 2011 : 12,4 %.

Les retraités et les pré-retraités représentaient 30,3 % de la population en 2004 et 24,7 % en 1999.

## Culture locale et patrimoine

### Lieux et monuments
- L'église Saint-Maclou de Saint-Macoux est construite en calcaire. L'édifice de style roman du XIIe siècle. Il a été fortement remanié au XVe siècle. Le plan est classique : il est en croix latine. Le clocher, carré, s'élève sur le portail occidental. Le toit de l'église a été fortement rabaissé. Le portail occidental est de style gothique flamboyant. Il est orné de pilastres à clochetons, de moulures et de choux. Il a été endommagé au cours des guerres de Religion. Le chemin de croix date du XXe siècle. Il a été réalisé par neuf artistes du groupe artien de Civray (Vienne). L'église fut, pendant longtemps, un lieu de pèlerinage en raison d'une source qui prend naissance sous l'autel. Un conduit souterrain l'évacue au niveau du chevet. L'eau est toujours à la même température, soit 10°. On y plongeait les enfants rachitiques pour les fortifier.

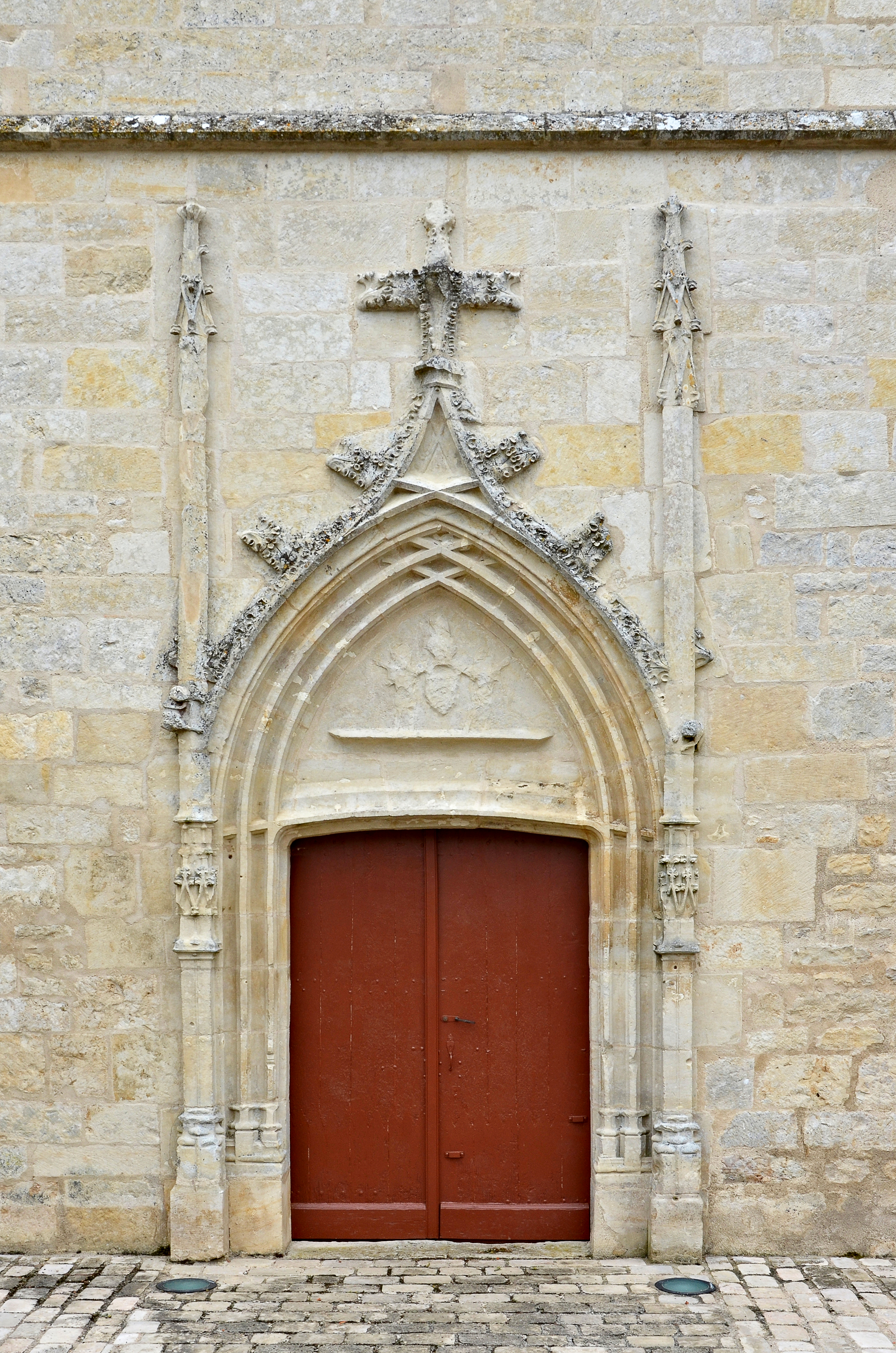
Le portail.
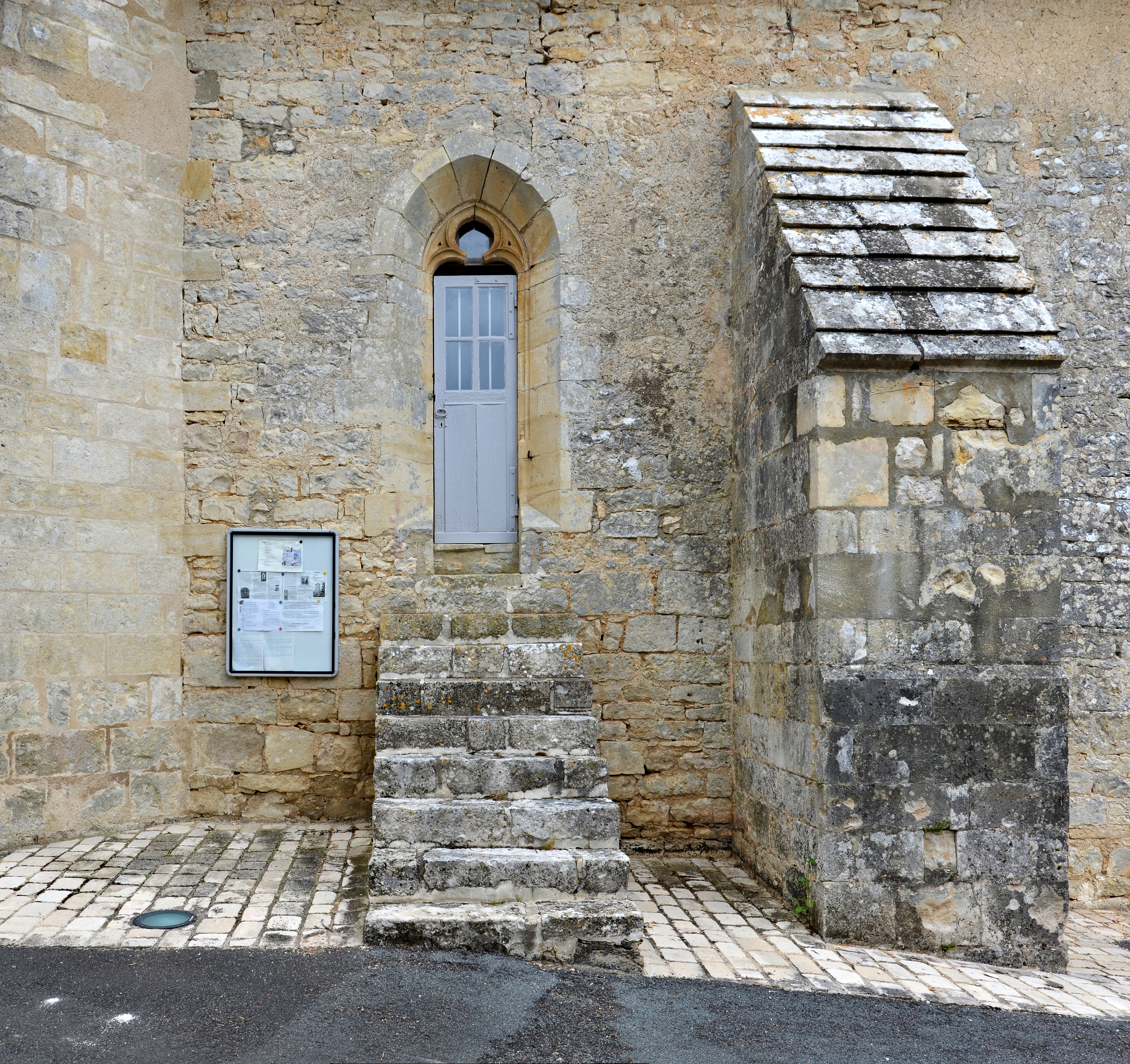
Porte latérale et contrefort.

- Belle grange voûtée au hameau de Comporté. C’est une grange qui a été construite en pierre de taille en 1604. C’est un vestige du château primitif. Il aurait servi de lieu de culte aux protestants au XVIe et XVIIe siècles  lors des guerres de Religion et durant les dragonnades ou après la révocation de l'édit de Nantes. Au milieu du XVIIIe siècle, un nouveau château est construit. Il est constitué d’un corps de logis et de deux ailes. De nos jours, il ne reste plus que ces dernières. Les pierres du logis ont été récupérées pour l’édification de la mairie de Civray.
- La mairie-école. Le bâtiment a été édifié en 1869, à l’extérieur de la commune. Auparavant, il n’y avait pas d’école et l’instituteur recevait les élèves à son domicile. Un deuxième bâtiment est construit à côté du premier en 1880. Dès lors, il y a deux écoles, l’une pour les garçons et l’autre pour les filles.  De nos jours, la partie ancienne a été restaurée et a été transformée en mairie. L’autre partie est toujours une école.

### Personnalités liées à la commune
- Jacques Morel Dupas. C'est un prêtre qui a vécu durant la période révolutionnaire. Il a été arrêté dans sa maison familiale au lieu-dit Breuil d’Haleine où il s’était réfugié. Il avait été chassé de Ruffec, le 17 avril 1791. Il exerçait son ministère. Il est arrêté durant l’été 1793. Il est transféré à Poitiers. Il est condamné à la déportation « comme assermenté rétracté » le 18 mars 1794. Il est envoyé aux pontons de Rochefort. Il est, alors, enfermé sur le bateau « Les deux Associés », ancré face à l’Ile Madame. Il y meurt de typhus le 21 juin 1794. Il est enterré à l’ile d’Aix. Il a été béatifié le 1er octobre 1995.
- Camille Gourdon, né le 12 juillet 1918 à Saint-Macoux mais ayant vécu à Moncoutant, faisait partie de l'Organisation civile et militaire. Lors d'un violent accrochage avec une division blindée allemande à Lussac-les-Châteaux, il est mortellement blessé et décède à l'hôpital de Montmorillon le 4 août 1944[36].

### Articles de Wikipédia
- Liste des communes de la Vienne
- Anciennes communes de la Vienne
- Liste des cantons de la Vienne
- Liste des intercommunalités de la Vienne
- Poitou
- Liste des monuments historiques de la Vienne
- Géographie de la Vienne
- Histoire de la Vienne
- Climat de la Vienne
- Économie de la Vienne
- Démographie de la Vienne
- Tourisme dans la Vienne

## Sources